# Hinzenbach
Hinzenbach település Ausztriában, Felső-Ausztria tartományban, az Eferdingi járásban. Tengerszint feletti magassága 270 méter, területe 14,6 km².

## Elhelyezkedése
Hinzenbach Stroheim, Pupping, Eferding, Fraham, Scharten, Sankt Marienkirchen an der Polsenz és Prambachkirchen településekkel határos.

## Népesség
| 2016 | 1 982 |
| 2018 | 1 999 |